# (3310) Patsy
(3310) Patsy (1931 TS2) – planetoida z pasa głównego asteroid okrążająca Słońce w ciągu 5,22 lat w średniej odległości 3,01 j.a. Odkrył ją Clyde Tombaugh 9 października 1931 roku.